# Municipio de Union (condado de Daviess)
El municipio de Union (en inglés: Union Township) es un municipio ubicado en el condado de Daviess en el estado estadounidense de Misuri. En el año 2010 tenía una población de 2137 habitantes y una densidad poblacional de 22,42 personas por km².

## Geografía
El municipio de Union se encuentra ubicado en las coordenadas 39°54′50″N 93°55′49″O / 39.91389, -93.93028. Según la Oficina del Censo de los Estados Unidos, el municipio tiene una superficie total de 95.31 km², de la cual 94,04 km² corresponden a tierra firme y (1,33 %) 1,27 km² es agua.

## Demografía
Según el censo de 2010, había 2137 personas residiendo en el municipio de Union. La densidad de población era de 22,42 hab./km². De los 2137 habitantes, el municipio de Union estaba compuesto por el 98,18 % blancos, el 0,28 % eran afroamericanos, el 0,09 % eran amerindios, el 0,05 % eran asiáticos y el 1,4 % eran de una mezcla de razas. Del total de la población el 0,84 % eran hispanos o latinos de cualquier raza.